# Sabancı Holding
Sabancı Holding (Hacı Ömer Sabancı Holding) — великий приватний фінансово-промисловий конгломерат Туреччини (другий за величиною після Koç Holding), належить впливової сім'ї Сабанджі. Заснований 1967 року. Входить в список Forbes Global 2000, штаб-квартира розташована в Стамбулі.
Станом на 2013 рік оборот Sabancı Holding становив 14,6 млрд дол., активи — 98,3 млрд дол., ринкова вартість — 12,7 млрд дол., прибуток — 1 млрд дол., в компанії працювало 57,4 тис. співробітників. Основні сфери діяльності: банківська справа, страхування, виробництво шин, цементу, автобусів, паперу, текстилю, пластмаси та сигарет, енергетика, роздрібна торгівля, туризм, інформаційні технології, телекомунікації.

## Найбільші компанії Sabancı Holding
- Akbank — третій за величиною турецький банк, спільне підприємство з Citigroup[2].
- Aksigorta — велика страхова компанія, спільне підприємство з Ageas[3].
- AvivaSA — велика страхова компанія, спільне підприємство з Aviva[4].
- Temsa — великий виробник автобусів і дистриб'ютор спецтехніки[5].
- Pegasus Airlines — велика бюджетна авіакомпанія[6].
- Enerjisa — велика електроенергетична і газова компанія.
- Akçansa — велика цементна компанія, спільне підприємство з HeidelbergCement[7].
- Çimsa — велика цементна компанія[8].
- Kordsa Global — велика хімічна і текстильна компанія[9].
- SASA — велика хімічна компанія[10].
- Yünsa — велика текстильна компанія[11].
- Brisa — великий виробник і дистриб'ютор шин, спільне підприємство з Bridgestone[12].
- Teknosa — велика мережа магазинів електроніки[13].
- Турецькі роздрібні мережі Carrefour і Dia.

Серед найважливіших партнерів Sabancı Holding на турецькому ринку: Bridgestone, HeidelbergCement, DuPont, International Paper, Philip Morris International, Carrefour, Dia, Citigroup, Aviva, Ageas, Verbund.